# Saints & Sinners (All Saints)
Saints & Sinners è il secondo album di inediti del gruppo musicale pop britannico All Saints, pubblicato il 16 ottobre 2000 dall'etichetta discografica London.
Il disco è stato anticipato dal singolo Pure Shores, di grande successo e facente parte della colonna sonora del film The Beach. Successivamente sono stati estratti come singoli i brani Black Coffee e All Hooked Up.
Con questo album, il gruppo ha raggiunto per la prima volta la vetta della classifica britannica. Alla scrittura e alla produzione di questo album ha partecipato anche William Orbit.

## Tracce
CD (London 8573-85298-2 (Warner) / EAN 0685738529827)
1. Pure Shores – 4:28 (Shaznay Lewis, William Orbit)
2. All Hooked Up – 3:48 (Karl Gordon, Shaznay Lewis)
3. Dreams – 4:25 (Natalie Appleton, Cris Bonacci, William Orbit, Karen Wilkin) – co-firmata dalla cantante e modella Samantha Fox, con lo pseudonimo di Karen Wilkin
4. Distance – 4:26 (Karl Gordon, Shaznay Lewis, Kyle McCray)
5. Black Coffee – 4:45 (Tom Nichols, Alex von Soos, Kirsty Elizabeth)
6. Whoopin' Over You – 4:04 (Johnny Douglas, Shaznay Lewis)
7. I Feel You – 5:36 (Russell Nash, Femi Williams, Stuart Zender, Melanie Blatt)
8. Surrender – 5:11 (Shaznay Lewis, William Orbit)
9. Ha Ha – 4:09 (Johnny Douglas, Melanie Blatt)
10. Love Is Love – 4:06 (Johnny Douglas, Shaznay Lewis)
11. Ready, Willing and Able – 3:37 (Karl Gordon, Shaznay Lewis)
12. Saints & Sinners – 4:16 (Karl Gordon, Shaznay Lewis)

Durata totale: 52:51

## Classifiche
| Classifica (2000) | Posizione raggiunta |
| ----------------- | ------------------- |
| Regno Unito       | 1                   |
| Svizzera          | 7                   |
| Nuova Zelanda     | 8                   |
| Svezia            | 10                  |
| Austria           | 12                  |
| Norvegia          | 15                  |
| Paesi Bassi       | 16                  |
| Finlandia         | 19                  |
| Australia         | 20                  |
| Italia            | 26                  |
| Belgio (Fiandre)  | 27                  |
| Francia           | 36                  |
| Belgio (Vallonia) | 39                  |